# Le Vigan (Gard)
Le Vigan je město v jižní Francii v departamentu Gard regionu Languedoc-Roussillon. Blízko Mont Aigoual. Vzdálenost od Paříže 860 km.
Hlavním zdrojem příjmů v této lokalitě je textilní průmysl a během letní sezóny turismus.